# Jeux du Canada d'été de 2013
Navigation
Édition précédente Édition suivante
Les Jeux du Canada d'été de 2013 sont des compétitions sportives qui ont opposé les provinces et territoires du Canada du 2 au 17 août 2013.
Les Jeux du Canada sont présentés tous les deux ans, en alternance l'hiver et l'été. Les jeux ont eu lieu à Sherbrooke, au Québec.

## Tableau des médailles
| Rang  | Province / Territoire     | Médaille d'or | Médaille d'argent | Médaille de bronze | Total |
| 1     | Ontario                   | 95            | 69                | 49                 | 213   |
| 2     | Québec                    | 53            | 58                | 61                 | 172   |
| 3     | Colombie-Britannique      | 47            | 36                | 39                 | 122   |
| 4     | Alberta                   | 34            | 42                | 42                 | 118   |
| 5     | Nouvelle-Écosse           | 16            | 18                | 22                 | 56    |
| 6     | Saskatchewan              | 8             | 18                | 25                 | 51    |
| 7     | Nouveau-Brunswick         | 5             | 5                 | 6                  | 16    |
| 8     | Manitoba                  | 3             | 11                | 21                 | 35    |
| 9     | Île-du-Prince-Édouard     | 0             | 2                 | 0                  | 2     |
| 10    | Terre-Neuve-et-Labrador   | 0             | 1                 | 1                  | 2     |
| 11    | Yukon                     | 0             | 0                 | 0                  | 0     |
| 11    | Territoires du Nord-Ouest | 0             | 0                 | 0                  | 0     |
| 11    | Nunavut                   | 0             | 0                 | 0                  | 0     |
| Total | Total                     | 261           | 260               | 266                | 787   |